# Spotlijster
De spotlijster (Mimus polyglottos) is een zangvogel uit de familie van de spotlijsters (Mimidae).

## Kenmerken
Het verenkleed is lichtgrijs met een lange staart. De vleugels zijn donkerbruin met witte vlekken en strepen. Het zijn zeer goede imitators. De lichaamslengte bedraagt 23 tot 28 cm.

## Voortplanting
De komvormige nesten worden gebouwd in bomen of struiken. Daarin worden twee tot vijf eieren gelegd, die door het vrouwtje worden uitgebroed. De vogels zijn erg territoriaal en verdedigen hun territorium fel tegen indringers, waarbij ze zelfs roofdieren aanvallen en pikken, als ze bedreigd worden.

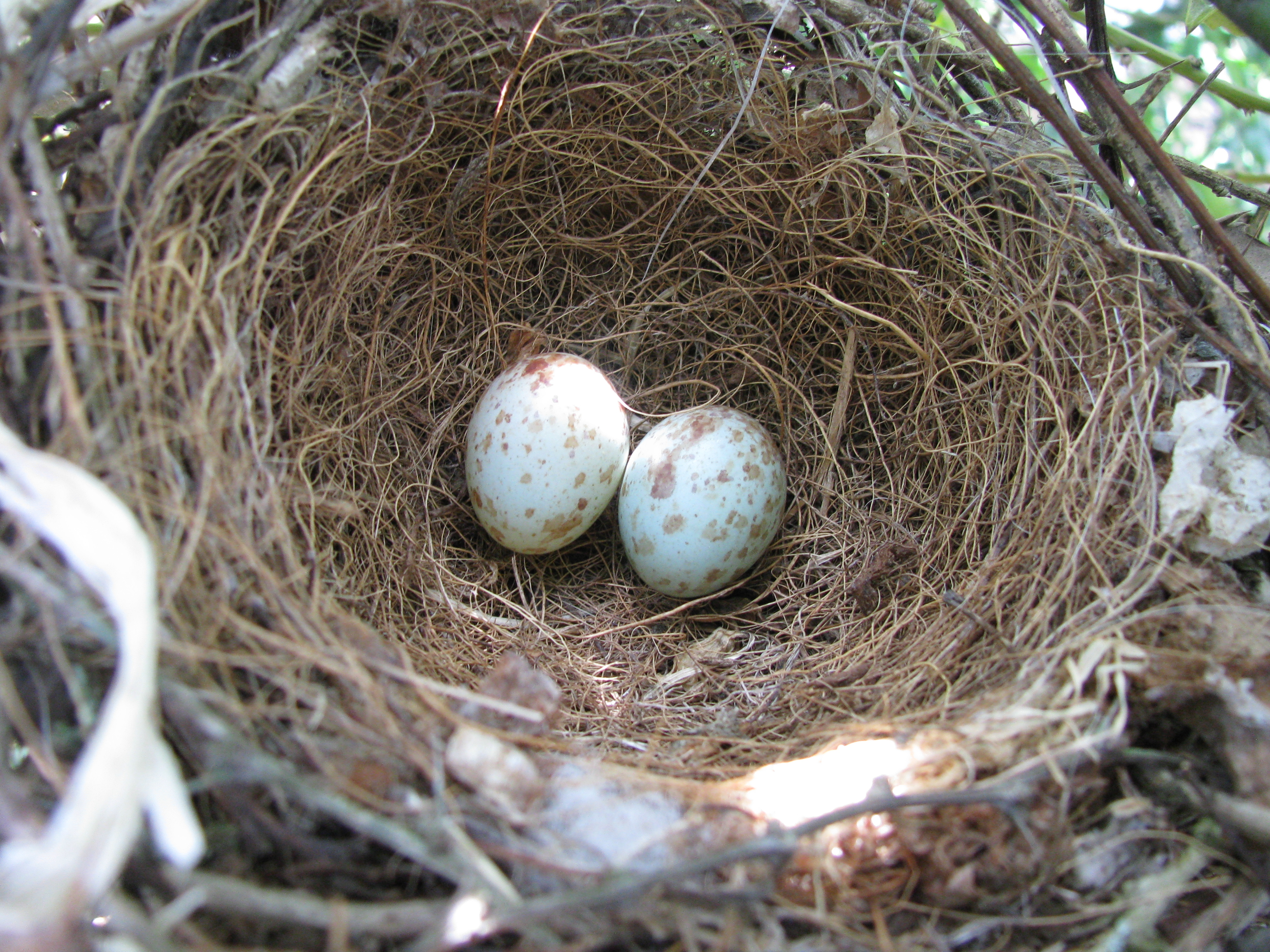
Nest

## Verspreiding en leefgebied
Deze soort komt voor in Noord-Amerika en telt twee ondersoorten:
- Mimus polyglottos polyglottos: van zuidelijk Canada via de Verenigde Staten tot zuidelijk Mexico.
- Mimus polyglottos orpheus: van de Bahama's tot de Grote Antillen, de Kaaimaneilanden en de Maagdeneilanden.

## Zang
De vogel staat bekend om zijn nachtelijke zang bij volle maan. Het lied van de spotlijster is in feite een mengeling van roepen van vele andere vogels. Elke imitatie wordt twee of drie keer herhaald, waarna een ander stukje wordt ingezet, steeds in snelle opeenvolging. Het vocale repertoire van een mannelijke vogel kan bestaan van vijftig tot tweehonderd wijsjes.
De spotlijster doet ook andere geluiden na, zoals kreten van dieren en andere geluiden die hoorbaar zijn in de omgeving.

## Symbool
De spotlijster heeft de cultuur van de Verenigde Staten op meerdere manieren beïnvloed. De vogel is het officiële symbool van vijf staten, en wordt onder andere genoemd in boektitels en allerlei liedjes. Zie ook mockingbird.